# Marquette Heights
Marquette Heights är en ort i Tazewell County i Illinois. Vid 2020 års folkräkning hade Marquette Heights 2 541 invånare.